# Recuerdos de un ángel
Recuerdos de un ángel es una película en blanco y negro de Argentina dirigida por Enrique Cahen Salaberry sobre el propio guion de Ariel Cortazzo que se estrenó el 26 de agosto de 1948 y que tuvo como protagonistas a Pepe Iglesias, Pola Alonso, Benita Puértolas y Andrés Mejuto.

## Sinopsis
Un estudiante de derecho se enamora de una joven rica pretendida por un falso conde extorsionador. Ambientada a comienzos del siglo XX

## Reparto
- Pepe Iglesias
- Pola Alonso
- Benita Puértolas
- Andrés Mejuto
- Antonia Herrero
- José Comellas
- Antonio Martiánez
- Lita Enhart
- Maruja Roig
- Domingo Márquez
- Enrique de Pedro
- Chico Vera
- Guerino Masantonio
- Domingo Mania

## Comentarios
Clarín comentó sobre el filme:

”Pepe Iglesias…hasta tiene tiempo de demostrar sus condiciones de cómico de calidad”

El Mundo opinó en su nota crítica:

”Comienza como una comedia formal y luego sigue por vías más fáciles del disparate, con el propósito de hacer reír sin complicaciones…la acción se ubica en un pintoresco ambiente porteño de principios de siglo, con un argumento de la misma edad, simple y pueril.”